# Вольный остров (присоединён к острову Декабристов)
Это статья об острове, присоединённом к острову Декабристов. В дельте Невы существовал ещё один Вольный остров, присоединённый к Гутуевскому острову.
Во́льный — несуществующий ныне остров в дельте Невы (ранее — группа островов), в устье Малой Невы. Название возникло в первой половине XIX века и было связано с тем, что территория долго оставалась незастроенной. Топкий остров, поросший камышом, привлекал охотников на уток. Присоединён к острову Декабристов в 1970 году.
По одной из версий, на острове были похоронены казнённые декабристы.

## История

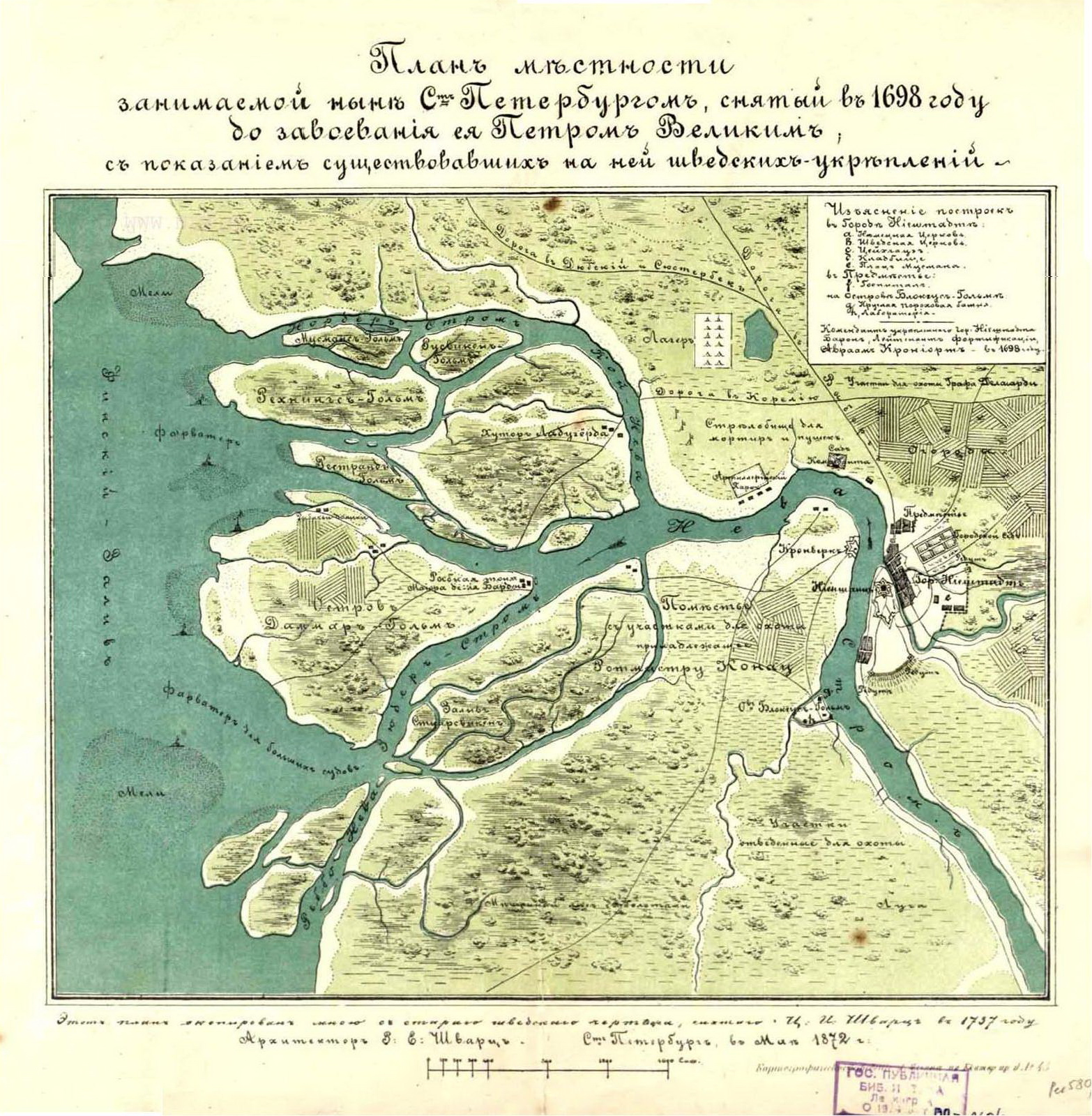
План местности, занятой впоследствии Петербургом. Составлен в 1698 комендантом крепости Ниеншанц Авраамом Крониортом, перевод Ц. И. Шварца, 1737 г.

В разные периоды времени остров представлял собой песчаную отмель и скрывался под водой ввиду повышенного уровня моря, что отражено на ранних планах Петербурга, в том числе и до завоевания дельты Невы Петром I. 
В промежутке между 1815 и 1817 годами Вольная отмель вскрылась из-под воды, образовав за собой группу Вольных островов (среди которых был и Золотой остров). Гидрогеологические процессы, вызванные понижением уровня моря, привели к заболачиванию бывшей отмели, и ко второй половине XIX века группа островков слилась в единый Вольный остров. В силу заболоченности местности остров не поддавался застройке, и постоянное население на нём отсутствовало. 
В 1928 году на северном берегу острова Вольный были построены здания яхт-клуба металлистов, который двумя годами ранее базировался на соседнем острове Декабристов. С началом Великой Отечественной войны яхт-клуб был передан в военное ведомство, и на его территории были размещены полевой комиссариат и батареи ПВО. 
В послевоенное время остров был вновь заброшен. В середине 1960-х годов русло реки Смоленки было спрямлено во время намыва, в результате чего остров Вольный перестал граничить с берегами Васильевского острова, а уже к 1970 году Вольный стал частью острова Декабристов.
Сегодня на территории бывшего острова располагаются жилые кварталы Морской набережной и улицы Кораблестроителей.

## В литературе
Но вот однажды в июне он взял лодку на прокатной станции и спустился по
Малой Неве в залив. У Вольного острова он увидел лодку с двумя незнакомыми девушками; они посадили её на мель и вдобавок сломали весло, пытаясь сняться с этой  мели.Вадим Шефнер, «Скромный гений»
Посмотрите-ка, какая пропасть гаванских охотников, с ружьями и собаками, съехались на Вольный остров. За то самое и названный Вольным, что там эти чиновники могут вволю, без запрета, хлопать по всякой налетной дичи...Генслер, Иван Семёнович, «Гаваньские чиновники в домашнем быту, или Галерная гавань во всякое время дня и года Пейзаж и жанр»